# Formuła E Sezon 2019/2020
Sezon 2019/2020 Formuły E – szósty sezon Formuły E. Sezon rozpoczął się 22 listopada 2019 w mieście Ad-Dirijja, a zakończył się 13 sierpnia 2020 w Berlinie.
13 marca 2020, władze Formuły E i FIA poinformowały o tymczasowym zawieszeniu sezonu, ze względu na pandemię COVID-19.
Mistrzostwo wśród kierowców zdobył António Félix da Costa, natomiast wśród zespołów tytuł po raz drugi zdobył zespół DS Techeetah.

## Lista startowa
| Zespół                                   | Konstruktor          | Samochód                          | Opony | Nr | Kierowcy wyścigowi     | Rundy |
| ---------------------------------------- | -------------------- | --------------------------------- | ----- | -- | ---------------------- | ----- |
| Envision Virgin Racing                   | Spark-Audi           | Audi e-tron FE06                  | M     | 2  | Sam Bird               | 1-11  |
| Envision Virgin Racing                   | Spark-Audi           | Audi e-tron FE06                  | M     | 4  | Robin Frijns           | 1-11  |
| NIO 333 FE Team                          | Spark-NIO            | NIO FE-005                        | M     | 3  | Oliver Turvey          | 1-11  |
| NIO 333 FE Team                          | Spark-NIO            | NIO FE-005                        | M     | 33 | Ma Qinghua             | 1-5   |
| NIO 333 FE Team                          | Spark-NIO            | NIO FE-005                        | M     | 33 | Daniel Abt             | 6-11  |
| Mercedes-Benz EQ Formula E Team          | Spark-Mercedes       | Mercedes-Benz EQ Silver Arrows 01 | M     | 5  | Stoffel Vandoorne      | 1-11  |
| Mercedes-Benz EQ Formula E Team          | Spark-Mercedes       | Mercedes-Benz EQ Silver Arrows 01 | M     | 17 | Nyck de Vries          | 1-11  |
| GEOX Dragon                              | Spark-Penske         | Penske EV-4                       | M     | 6  | Brendon Hartley        | 1-5   |
| GEOX Dragon                              | Spark-Penske         | Penske EV-4                       | M     | 6  | Sérgio Sette Câmara    | 6-11  |
| GEOX Dragon                              | Spark-Penske         | Penske EV-4                       | M     | 7  | Nico Müller            | 1-11  |
| Audi Sport Abt Schaeffler Formula E Team | Spark-Audi           | Audi e-tron FE06                  | M     | 11 | Lucas Di Grassi        | 1-11  |
| Audi Sport Abt Schaeffler Formula E Team | Spark-Audi           | Audi e-tron FE06                  | M     | 66 | Daniel Abt             | 1-5   |
| Audi Sport Abt Schaeffler Formula E Team | Spark-Audi           | Audi e-tron FE06                  | M     | 66 | René Rast              | 6-11  |
| DS Techeetah                             | Spark-DS Automobiles | DS E-Tense FE20                   | M     | 13 | António Félix da Costa | 1-11  |
| DS Techeetah                             | Spark-DS Automobiles | DS E-Tense FE20                   | M     | 25 | Jean-Éric Vergne       | 1-11  |
| TAG Heuer Porsche Formula E Team         | Spark-Porsche        | Porsche 99X Electric              | M     | 18 | Neel Jani              | 1-11  |
| TAG Heuer Porsche Formula E Team         | Spark-Porsche        | Porsche 99X Electric              | M     | 36 | André Lotterer         | 1-11  |
| ROKiT Venturi Racing                     | Spark-Mercedes       | Mercedes-Benz EQ Silver Arrows 01 | M     | 19 | Felipe Massa           | 1-11  |
| ROKiT Venturi Racing                     | Spark-Mercedes       | Mercedes-Benz EQ Silver Arrows 01 | M     | 48 | Edoardo Mortara        | 1-11  |
| Panasonic Jaguar Racing                  | Spark-Jaguar         | Jaguar I-Type 4                   | M     | 20 | Mitch Evans            | 1-11  |
| Panasonic Jaguar Racing                  | Spark-Jaguar         | Jaguar I-Type 4                   | M     | 51 | James Calado           | 1-9   |
| Panasonic Jaguar Racing                  | Spark-Jaguar         | Jaguar I-Type 4                   | M     | 51 | Tom Blomqvist          | 10-11 |
| Nissan e.dams                            | Spark-Nissan         | Nissan IM02                       | M     | 22 | Oliver Rowland         | 1-11  |
| Nissan e.dams                            | Spark-Nissan         | Nissan IM02                       | M     | 23 | Sébastien Buemi        | 1-11  |
| BMW i Andretti Autosport                 | Spark-BMW            | BMW iFE.20                        | M     | 27 | Alexander Sims         | 1-11  |
| BMW i Andretti Autosport                 | Spark-BMW            | BMW iFE.20                        | M     | 28 | Maximilian Günther     | 1-11  |
| Mahindra Racing                          | Spark-Mahindra       | Mahindra M6Electro                | M     | 64 | Jérôme d’Ambrosio      | 1-11  |
| Mahindra Racing                          | Spark-Mahindra       | Mahindra M6Electro                | M     | 94 | Pascal Wehrlein        | 1-5   |
| Mahindra Racing                          | Spark-Mahindra       | Mahindra M6Electro                | M     | 94 | Alex Lynn              | 6-11  |

### Przed sezonem

#### Zmiany wśród zespołów
- Do Formuły E dołączy zespół Porsche[32]
- Zespół HWA Racelab został zastąpiony przez fabryczny zespół Mercedesa[8], natomiast samo HWA będzie odpowiedzialne za obsługę operacyjną zespołu.
- Venturi przejdzie na napęd Mercedesa, dzięki czemu przestali być producentami[22].
- Ekipa NIO zmieniła właściciela – jego większościowym właścicielem została hongkońska firma BIE (Brillance in Excellence), natomiast za prowadzenie zespołu odpowiedzialnym został Lisheng Racing[6].
- Amerykańska firma telekomunikacyjna ROKiT została sponsorem tytularnym zespołu Venturi[21].

#### Zmiany wśród kierowców
- Neel Jani powróci do Formuły E jako kierowca zespołu Porsche[19].
- Z końcem sezonu 2018/2019, André Lotterer opuścił zespół DS Techeetah i dołączył do ekipy Porsche[20]. Jego miejsce w zespole zajął António Félix da Costa[16].
- James Calado zadebiutuje w Formule E z zespołem Panasonic Jaguar Racing, zastępując Alexa Lynna, który został kierowca rezerwowym ekipy[24][33].
- Brendon Hartley i Nico Müller utworzyli nowy skład zespołu GEOX Dragon[11][13].
- Maximilian Günther zastąpi António Félixa da Costę w ekipie BMW i Andretti Motorsport[28].
- Mistrz Formuły 2 z 2019, Nyck de Vries zadebiutuje wraz z fabrycznym zespołem Mercedesa[10]. Dotychczasowy partner zespołowy Vandoorne’a, Gary Paffett zaczął pełnić obowiązki kierowcy testowego i rezerwowego, wraz z Estebanem Gutiérrezem[34][35].
- Ma Qinghua powróci do Formuły E jako kierowca NIO 333 FE Team, zastępując Toma Dillmanna[6].

### W trakcie sezonu

#### Zmiany wśród kierowców
- Zespół Audi Sport Abt Schaeffler Formula E Team początkowo zawiesił Daniela Abta, po tym kiedy został przyłapany na oszustwie podczas wirtualnej rywalizacji Race at Home Challenge[36]. Później zespół zwolnił kierowcę, a miejsce Niemca zajął jego rodak René Rast[15].
- Pascal Wehrlein zdecydował się opuścić zespół Mahindra Racing[30]. Jego miejsce zajął Alex Lynn[31].
- Z powodu ograniczeń w podróżach wskutek pandemii COVID-19, Ma Qinghua nie jest w stanie dokończyć sezonu. Jego miejsce zajął Daniel Abt[7].
- Zespół GEOX Dragon postanowił rozstać się z Brendonem Hartleyem[37]. Jego miejsce zajął Sérgio Sette Câmara[12].
- Z powodu zobowiązań z Ferrari, James Calado opuści dwa ostatnie wyścigi. Jego zastępcą został Tom Blomqvist[25].

## Kalendarz
| Runda | Miasto     | Kraj             | Tor                                               | Schemat           | Data              |
| ----- | ---------- | ---------------- | ------------------------------------------------- | ----------------- | ----------------- |
| 1     | Ad-Dirijja | Arabia Saudyjska | Riyadh Street Circuit                             |                   | 22 listopada 2019 |
| 2     | Ad-Dirijja | Arabia Saudyjska | Riyadh Street Circuit                             | 23 listopada 2019 |                   |
| 3     | Santiago   | Chile            | Parque O’Higgins Circuit                          |                   | 18 stycznia 2020  |
| 4     | Meksyk     | Meksyk           | Autódromo Hermanos Rodríguez                      |                   | 15 lutego 2020    |
| 5     | Marrakesz  | Maroko           | Circuit International Automobile Moulay El Hassan |                   | 29 lutego 2020    |
| 6     | Berlin     | Niemcy           | Port lotniczy Berlin-Tempelhof                    |                   | 5 sierpnia 2020   |
| 7     | Berlin     | Niemcy           | Port lotniczy Berlin-Tempelhof                    | 6 sierpnia 2020   |                   |
| 8     | Berlin     | Niemcy           | Port lotniczy Berlin-Tempelhof                    |                   | 8 sierpnia 2020   |
| 9     | Berlin     | Niemcy           | Port lotniczy Berlin-Tempelhof                    | 9 sierpnia 2020   |                   |
| 10    | Berlin     | Niemcy           | Port lotniczy Berlin-Tempelhof                    |                   | 12 sierpnia 2020  |
| 11    | Berlin     | Niemcy           | Port lotniczy Berlin-Tempelhof                    | 13 sierpnia 2020  |                   |

### Zmiany w kalendarzu

#### Przed sezonem
- Do kalendarza dodano dwa nowe wyścigi: w Seulu[38] i Dżakarcie[39].
- ePrix Ad-Dirijji został przesunięty z grudnia na listopad i stanie się podwójną rundą[40].
- ePrix Londynu powróci do kalendarza i ponownie stanie się podwójną finałową rundą[c].
- Wyścig o ePrix Hongkongu miał odbyć się 1 marca, jednak z powodu protestów postanowiono odwołać wyścig. Miejsce Hongkongu zajął Marrakesz, a runda w tym miejscu odbędzie się 29 lutego[41].
- Z kalendarza usunięto wyścigi w Szwajcarii i Monako, natomiast ePrix Nowego Jorku przestało być podwójną rundą.

#### W trakcie sezonu
- Wyścigi w Sanyi, Rzymie, Paryżu, Seulu i Dżakarcie wskutek pandemii COVID-19 zostały odwołane[1][42][43].
- Podwójna runda w Londynie, która miała być finałową rundą sezonu została odwołana ze względu na pandemię COVID-19, ponadto miejsce rozgrywania wyścigu zamieniono na prowizoryczny szpital[44].
- W czerwcu 2020, władze serii postanowiły o dokończeniu sezonu sześcioma wyścigami w Berlinie. W stolicy Niemiec odbędą się trzy podwójne rundy w dniach 5-6, 8-9 i 12-13 sierpnia 2020[45]. Użyte będą trzy warianty toru: odwrócona pętla, tradycyjna i nowa z szesnastoma zakrętami[46].

## Zmiany

### Przepisy techniczne
- Doładowanie, zwane trybem ataku zostanie zwiększone z 225 do 235 kW[47].
- Kierowcy nie będą mogli używać trybu ataku w momencie neutralizacji[47].
- Za każdą minutę okresu neutralizacji zostanie automatycznie odjęte od kierowcy 1 kWh w momencie wznowienia wyścigu[47].
- Zakazane będzie stosowanie przez zespoły tzw. silników bliźniaczych[48]. Oznacza to ograniczenie liczby modułów odzyskiwania energii MGU do jednego[47].

### Przepisy sportowe
- W trakcie zawieszenia wyścigu, pomiar czasu będzie zatrzymany, chyba że dyrektor wyścigu podejmie inną decyzję[49].
- Najszybszy kierowca w każdej grupie kwalifikacyjnej otrzyma dodatkowy punkt do klasyfikacji mistrzostw[49].

## Wyniki
| Runda | Miasto     | Pole position          | Najszybsze okrążenie   | Zwycięzca (kierowcy)   | Zwycięzca (zespoły)             | Wyniki |
| ----- | ---------- | ---------------------- | ---------------------- | ---------------------- | ------------------------------- | ------ |
| 1     | Ad-Dirijja | Alexander Sims         | Daniel Abt             | Sam Bird               | Envision Virgin Racing          | Wyniki |
| 2     | Ad-Dirijja | Alexander Sims         | António Félix da Costa | Alexander Sims         | BMW i Andretti Autosport        | Wyniki |
| 3     | Santiago   | Mitch Evans            | Oliver Rowland         | Maximilian Günther     | BMW i Andretti Autosport        | Wyniki |
| 4     | Meksyk     | André Lotterer         | Alexander Sims         | Mitch Evans            | Panasonic Jaguar Racing         | Wyniki |
| 5     | Marrakesz  | António Félix da Costa | Pascal Wehrlein        | António Félix da Costa | DS Techeetah                    | Wyniki |
| 6     | Berlin     | António Félix da Costa | António Félix da Costa | António Félix da Costa | DS Techeetah                    | Wyniki |
| 7     | Berlin     | António Félix da Costa | Stoffel Vandoorne      | António Félix da Costa | DS Techeetah                    | Wyniki |
| 8     | Berlin     | Jean-Éric Vergne       | Mitch Evans            | Maximilian Günther     | BMW i Andretti Autosport        | Wyniki |
| 9     | Berlin     | Jean-Éric Vergne       | Sam Bird               | Jean-Éric Vergne       | DS Techeetah                    | Wyniki |
| 10    | Berlin     | Oliver Rowland         | Lucas Di Grassi        | Oliver Rowland         | Nissan e.dams                   | Wyniki |
| 11    | Berlin     | Stoffel Vandoorne      | Nico Müller            | Stoffel Vandoorne      | Mercedes-Benz EQ Formula E Team | Wyniki |

## Klasyfikacje
Punkty były przyznawane według następującego klucza:
| Pozycja | 1. | 2. | 3. | 4. | 5. | 6. | 7. | 8. | 9. | 10. | G | PP | NO |
| ------- | -- | -- | -- | -- | -- | -- | -- | -- | -- | --- | - | -- | -- |
| Punkty  | 25 | 18 | 15 | 12 | 10 | 8  | 6  | 4  | 2  | 1   | 1 | 3  | 1  |

| Legenda oznaczeń w tabelach wyników Wyświetl szablon na nowej stronie | Legenda oznaczeń w tabelach wyników Wyświetl szablon na nowej stronie                                                                     |
| Oznaczenie                                                            | Wyjaśnienie |
| --------------------------------------------------------------------- | --- |
| Złoty                                                                 | Zwycięzca lub mistrzostwo |
| Srebrny                                                               | 2. miejsce lub wicemistrzostwo |
| Brązowy                                                               | 3. miejsce lub II wicemistrzostwo |
| Zielony                                                               | Ukończył, punktował (w klasyfikacji generalnej, gdy zdobył co najmniej jeden punkt na przestrzeni sezonu, poza trzema powyższymi opcjami) |
| Niebieski                                                             | Ukończył, nie punktował (w klasyfikacji generalnej, gdy nie zdobył co najmniej jednego punktu na przestrzeni sezonu)                      |
| Czerwony                                                              | Nie zakwalifikował się (NZ) |
| Czerwony                                                              | Nie prekwalifikował się (NPK) |
| Różowy                                                                | Nie ukończył (NU) |
| Różowy                                                                | Niesklasyfikowany (NS) (w klasyfikacji generalnej, gdy nie został sklasyfikowany w żadnym wyścigu sezonu)                                 |
| Czarny                                                                | Zdyskwalifikowany (DK) |
| Czarny                                                                | Wykluczony (WYK/EX) |
| Biały                                                                 | Nie wystartował (NW) |
| Biały                                                                 | Kontuzjowany (K/INJ) |
| Biały                                                                 | Wyścig odwołany (OD/C) |
| Bez koloru                                                            | Został wycofany (WYC/WD) |
| Bez koloru                                                            | Nie przybył (NP/DNA) |
| Bez koloru                                                            | Nie brał udziału w treningach (NT/DNP) |
| Bez koloru                                                            | Nie został zgłoszony (–) |
| Pogrubienie                                                           | Start z pole position |
| Kursywa                                                               | Najszybsze okrążenie wyścigu |
| †                                                                     | Nie ukończył, ale jego rezultat został zaliczony ze względu na przejechanie więcej niż 90% dystansu wyścigu.                              |
| *                                                                     | Sezon w trakcie |
| 1/2/3                                                                 | Punktowana pozycja w sprincie kwalifikacyjnym                                                                                             |
| Lista systemów punktacji Formuły 1                                    | |

### Kierowcy
| Poz. | Kierowca               | Arabia Saudyjska | Arabia Saudyjska | Chile | Meksyk | Maroko | Niemcy | Niemcy | Niemcy | Niemcy | Niemcy | Niemcy | Pkt |
| ---- | ---------------------- | ---------------- | ---------------- | ----- | ------ | ------ | ------ | ------ | ------ | ------ | ------ | ------ | --- |
| 1    | António Félix da Costa | 14*              | 10ⁿ*             | 2*    | 2*     | 1*     | 1ⁿ*    | 1*     | 4*     | 2*     | NU*    | 9*     | 158 |
| 2    | Stoffel Vandoorne      | 3*               | 3*               | 6*    | NS*    | 15*    | 6*     | 5*     | NU*    | 12*    | 9*     | 1*     | 87  |
| 3    | Jean-Éric Vergne       | NU               | 8                | NU    | 4      | 3      | NS     | 10     | 3ⁿ     | 1ⁿ     | 18     | 7      | 86  |
| 4    | Sébastien Buemi        | NU*              | 12*              | 13    | 3      | 4      | 7      | 2ⁿ     | 11     | 3      | 10     | 3ⁿ     | 84  |
| 5    | Oliver Rowland         | 4                | 5                | 17    | 7      | 9      | 14     | 7      | 6      | 5      | 1      | NU     | 83  |
| 6    | Lucas Di Grassi        | 13               | 2                | 7*    | 6*     | 7*     | 8      | 3      | 8*     | 6*     | 21     | 6*     | 77  |
| 7    | Mitch Evans            | 10               | 18               | 3ⁿ    | 1ⁿ     | 6      | 13     | 12*    | 9      | 7      | 7*     | 11     | 71  |
| 8    | André Lotterer         | 2*               | 14*              | DK    | NU*    | 8      | 2      | 9      | 5*     | 8      | 4*     | 14     | 71  |
| 9    | Maximilian Günther     | 18               | 11               | 1     | 11     | 2ⁿ     | DK     | NU*    | 1      | NU*    | NU     | 12     | 69  |
| 10   | Sam Bird               | 1ⁿ               | NU               | 10    | NU     | 10     | 3      | 6      | 13     | 11     | 20     | 5      | 63  |
| 11   | Nyck de Vries          | 6*               | 16*              | 5*    | NU*    | 11     | 4      | NU*    | 18     | 4      | 14     | 2*     | 60  |
| 12   | Robin Frijns           | 5                | NU               | 15    | DK     | 12     | NU     | 4      | 2      | NW     | 2      | NU     | 58  |
| 13   | Alexander Sims         | 8                | 1                | NU    | 5      | NU     | 9      | 19     | 10     | 13     | 11     | 13     | 49  |
| 14   | Edoardo Mortara        | 7                | 4                | NU    | 8      | 5      | 17     | 8      | 14     | 14     | 8      | 10     | 41  |
| 15   | René Rast              |                  |                  |       |        |        | 10*    | 13     | NU     | 16     | 3ⁿ     | 4      | 29  |
| 16   | Jérôme d’Ambrosio      | 9                | NW               | NS    | 10     | 13*    | 5      | DK     | 7      | 15     | 16     | 18     | 19  |
| 17   | Alex Lynn              |                  |                  |       |        |        | 12     | 11     | 17     | 9      | 5      | 8      | 16  |
| 18   | Pascal Wehrlein        | 11               | 15               | 4     | 9      | 22*    |        |        |        |        |        |        | 14  |
| 19   | James Calado           | 16               | 7                | 8     | DK     | 16     | 15     | 20     | NU     | 17     |        |        | 10  |
| 20   | Neel Jani              | 17               | 13               | NU    | 14     | 18     | 11     | 15     | NU     | 19     | 6      | 15     | 8   |
| 21   | Daniel Abt             | NU               | 6                | 14*   | NU     | 14     | 18*    | 16*    | 15*    | 18*    | NU*    | 20*    | 8   |
| 22   | Felipe Massa           | 12               | 17               | 9     | NU     | 17     | NU     | NS     | 19     | 10     | 13     | 16     | 3   |
| 23   | Brendon Hartley        | 19               | 9                | NU    | 12     | 19     |        |        |        |        |        |        | 2   |
| 24   | Oliver Turvey          | 15               | DK               | 11    | 13     | 21     | 16     | 18     | 16     | 22     | 19     | 21     | 0   |
| 25   | Nico Müller            | NW               | NU               | 12    | NU     | 20     | NS     | 14     | 12     | 20     | 17     | 22     | 0   |
| 26   | Tom Blomqvist          |                  |                  |       |        |        |        |        |        |        | 12     | 17     | 0   |
| 27   | Sérgio Sette Câmara    |                  |                  |       |        |        | DK*    | 17     | NU     | 21     | 15     | 19     | 0   |
| 28   | Ma Qinghua             | 20               | 19               | 16    | NU     | 23     |        |        |        |        |        |        | 0   |
| Poz. | Kierowca               | Arabia Saudyjska | Arabia Saudyjska | Chile | Meksyk | Maroko | Niemcy | Niemcy | Niemcy | Niemcy | Niemcy | Niemcy | Pkt |

Uwagi:

Pogrubienie – PP
Kursywa – Najszybsze okrążenie
* – FanBoost
† – Kierowca, który nie ukończył wyścigu, ale przejechał 90% dystansu wyścigu
ⁿ – Najszybszy w grupie kwalifikacyjnej

### Zespoły
| Poz. | Zespół                           | #  | Arabia Saudyjska | Arabia Saudyjska | Chile | Meksyk | Maroko | Niemcy | Niemcy | Niemcy | Niemcy | Niemcy | Niemcy | Pkt |
| ---- | -------------------------------- | -- | ---------------- | ---------------- | ----- | ------ | ------ | ------ | ------ | ------ | ------ | ------ | ------ | --- |
| 1    | DS Techeetah                     | 13 | 14               | 10ⁿ              | 2     | 2      | 1      | 1ⁿ     | 1      | 4      | 2      | NU     | 9      | 244 |
| 1    | DS Techeetah                     | 25 | NU               | 8                | NU    | 4      | 3      | NS     | 10     | 3ⁿ     | 1ⁿ     | 18     | 7      | 244 |
| 2    | Nissan e.dams                    | 22 | 4                | 5                | 17    | 7      | 9      | 15     | 7      | 6      | 5      | 1      | NU     | 167 |
| 2    | Nissan e.dams                    | 23 | NU               | 12               | 13    | 3      | 4      | 7      | 2ⁿ     | 11     | 3      | 10     | 3ⁿ     | 167 |
| 3    | Mercedes-Benz EQ Formula E Team  | 5  | 3                | 3                | 6     | NS     | 15     | 6      | 5      | NU     | 12     | 9      | 1      | 147 |
| 3    | Mercedes-Benz EQ Formula E Team  | 17 | 6                | 16               | 5     | NU     | 11     | 4      | NU     | 18     | 4      | 14     | 2      | 147 |
| 4    | Envision Virgin Racing           | 2  | 1ⁿ               | NU               | 10    | NU     | 10     | 3      | 6      | 13     | 11     | 20     | 5      | 121 |
| 4    | Envision Virgin Racing           | 4  | 5                | NU               | 15    | DK     | 12     | NU     | 4      | 2      | NW     | 2      | NU     | 121 |
| 5    | BMW i Andretti Motorsport        | 27 | 8                | 1                | NU    | 5      | NU     | 9      | 19     | 10     | 13     | 11     | 13     | 118 |
| 5    | BMW i Andretti Motorsport        | 28 | 18               | 11               | 1     | 11     | 2ⁿ     | DK     | NU     | 1      | NU     | NU     | 12     | 118 |
| 6    | Audi Sport ABT Schaeffler        | 11 | 13               | 2                | 7     | 6      | 7      | 8      | 3      | 8      | 6      | 21     | 6      | 114 |
| 6    | Audi Sport ABT Schaeffler        | 66 | NU               | 6                | 14    | NU     | 14     | 10     | 13     | NU     | 16     | 3ⁿ     | 4      | 114 |
| 7    | Panasonic Jaguar Racing          | 20 | 10               | 18               | 3ⁿ    | 1ⁿ     | 6      | 14     | 12     | 9      | 7      | 7      | 11     | 81  |
| 7    | Panasonic Jaguar Racing          | 51 | 16               | 7                | 8     | DK     | 16     | 16     | 20     | NU     | 17     | 12     | 17     | 81  |
| 8    | TAG Heuer Porsche Formula E Team | 18 | 17               | 13               | NU    | 14     | 18     | 12     | 15     | NU     | 19     | 6      | 15     | 79  |
| 8    | TAG Heuer Porsche Formula E Team | 36 | 2                | 14               | DK    | NU     | 8      | 2      | 9      | 5      | 8      | 4      | 14     | 79  |
| 9    | Mahindra Racing                  | 64 | 9                | NW               | NS    | 10     | 13     | 5      | DK     | 7      | 15     | 16     | 18     | 49  |
| 9    | Mahindra Racing                  | 94 | 11               | 15               | 4     | 9      | 22     | 13     | 11     | 17     | 9      | 5      | 8      | 49  |
| 10   | ROKiT Venturi Racing             | 19 | 12               | 17               | 9     | NU     | 17     | NU     | NS     | 19     | 10     | 13     | 16     | 44  |
| 10   | ROKiT Venturi Racing             | 48 | 7                | 4                | NU    | 8      | 5      | 11     | 8      | 14     | 14     | 8      | 10     | 44  |
| 11   | GEOX Dragon                      | 6  | 19               | 9                | NU    | 12     | 19     | DK     | 17     | NU     | 21     | 15     | 19     | 2   |
| 11   | GEOX Dragon                      | 7  | NW               | NU               | 12    | NU     | 20     | NS     | 14     | 12     | 20     | 17     | 22     | 2   |
| 12   | NIO 333 FE Team                  | 3  | 15               | DK               | 11    | 13     | 21     | 17     | 18     | 16     | 22     | 19     | 21     | 0   |
| 12   | NIO 333 FE Team                  | 33 | 20               | 19               | 16    | NU     | 23     | 18     | 16     | 15     | 18     | NU     | 20     | 0   |
| Poz. | Zespół                           | #  | Arabia Saudyjska | Arabia Saudyjska | Chile | Meksyk | Maroko | Niemcy | Niemcy | Niemcy | Niemcy | Niemcy | Niemcy | Pkt |